# Crónica de Aragón

Crónica de Aragón. Incunable impreso en Zaragoza en 1499 por Pablo Hurus.

Crónica de Aragón es un texto de Gualberto Fabricio Vagad, oriundo de Aragón. Es la primera crónica del reino impresa en lengua vernácula en Zaragoza, tratando desde los míticos reyes del Sobrarbe hasta la muerte de Alfonso V.

## Datos formales
El texto original se encuentra en tamaño folio, a doble columna, con cuarenta y dos líneas cada una, letra gótica, con xilografías, en castellano, impreso el 12 de septiembre de 1499, en Zaragoza, en la imprenta de Pablo Hurus, según manifiesta el colofón. Menciona como editor a Gonzalo García de Santa María.
El texto se encuentra en diversas bibliotecas, hay por tanto diferentes copias conservadas.

## Contexto y obra
El siglo XV toma la historiografía separada de la literatura para poder otorgarle pragmatismo y nacionalismo. Se aprecian referencias a crónicas anteriores aunque muchas veces olvidan que no son fuentes fiables, que no dan veracidad al texto, por eso se considera que este género está anclado en el pasado. 
En la región de la Corona de Aragón ocurre similar que en Castilla y Navarra, solo que aquí hay menos obras que en la primera pero más que en la segunda.
Una diferencia de la historiografía en este periodo y en esta zona respecto a las circundantes es el enfoque que se le da, ya que no se pretende elaborar una memoria de conjunto que glorifique los territorios pertenecientes a la corona, sino que busca el beneficio, la gloria de la monarquía, exaltando las características de los monarcas. Es por tanto que se centran en el momento de la elaboración, con hechos del gobierno y la encumbración de la personalidad del monarca, en este caso, Pedro IV, Fernando I o Alfonso V el Magnánimo. Hay que recordar, también, que el cargo de cronista era de iniciativa real hasta las Cortes de Monzón de 1547. 
Todo este enfoque se da gracias a la situación, a la atmósfera que se está creando en Zaragoza, donde aflora una gran actividad intelectual así como la proliferación de bibliotecas nutridas de obras en griego y latín como la de García de Santa María. Es un movimiento elitista que sirve para avivar la conciencia de la gente sobre la necesidad de elaborar una historia de Aragón. 
Por supuesto, para llevar adelante esta empresa, era necesaria la participación de la alguna imprenta. En el siglo XV, como explica la Enciclopedia Aragonesa.

La perfección, la armonía y la belleza del arte impresorio en Zaragoza durante el siglo XV, estuvieron representadas por los hermanos Juan y Pablo Hurus, de nacionalidad alemana, que hicieron que sus estampaciones fueran y sigan siendo muy codiciadas, especialmente las de Pablo.

Y es que Pablo Hurus aparece como una figura clave para la Crónica. Pablo y Juan procedían de una familia noble. Pablo viajó de Brujas a Valencia, Barcelona y definitivamente llegó a Zaragoza. Fue socio de Juan Plank hasta 1484. Con relativa frecuencia viajaba a Europa para traer novedades, mientras tanto, su hermano Juan se encargaba del negocio.
Posteriormente se sucede la época más productiva del taller. Desde 1485 hasta 1499 se publican setenta ediciones conocidas. El 21 de marzo de 1499 volvió a Constanza y dejó la imprenta a Jorge Coci y otros. Por ese entonces firmó un conjunto de obras para que el contrato favoreciera a los nuevos impresores y así asegurarse el buen funcionamiento de la imprenta y que pudieran pagarle. En nuestra obra es la última en la que encontramos su nombre en el colofón, algo sorprendente pues para cuando se terminó de imprimir, ya no estaba él en Zaragoza.
Aquí interfiere nuestro escritor, Gualberto Fabricio Vagad, nombrado cronista oficial por el hijo de Juan II de Aragón, Fernando, en 1466, para que elabore la crónica de los primeros reyes hasta la muerte de Alfonso V, “el Magnánimo” por la cual cobraría un salario. No obstante, por el poco tiempo que pasó entre el encargo y el proceso de impresión, se cree que ya la tenía preparada, al menos empezada anteriormente. No conservamos muchos datos contrastados sobre la vida de Vagad, de manera que solo tenemos algún dato más de lo que el explica en la propia Crónica. Fue militar, monje cisterciense en el monasterio cesaraugustano de Santa María de Santa Fe en el final de su vida. Según Latassa, escribió algunas otras obras: varios tratados de poesía y un compendio sobre la Crónica como Historia de los Reyes de Aragón.
La llamada Crónica de Aragón, salió de la imprenta en 1499, siendo uno de los primeros incunables aragoneses y no pudo ser desconocido, pues se conservan bastantes ejemplares. Es la primera crónica del reino impresa en lengua vernácula en Zaragoza, tratando desde los míticos reyes del Sobrarbe hasta la muerte de Alfonso V. 
Comprende tres prólogos, yendo de lo general a lo particular. En el primero trata sobre las excelencias de España, encumbrándolas. En cambio, en el segundo, habla de las glorias del pasado de Aragón, también con errores de veracidad, como ocurre en el primero, para llegar al tercero, donde incita al nacionalismo aragonesista. 
La obra representa un hito en la historiografía ya que es el antecedente directo de la obra posterior de Jerónimo Zurita y por detalles como que es el primer documento que recoge el actual escudo de Aragón.

## Textos relacionados con el tema
- Alonso Pedraz, Martín. Enciclopedia del idioma. Madrid: Águila, 1958.
- Ávila, Ana. Imágenes y símbolos en la arquitectura pintada española. Barcelona: Anthropos, 1993.
- Bartolomé de las Casas, Fray. Historia de las Indias. México: Fondo de Cultura Económica, 1981.
- Boccacio, Giovanni. Genealogía de los dioses paganos. Madrid: Editora nacional, 1983.
- Fabricio de Vagad, Gauberto. Corónica de Aragón: edición facsimilar de la obra realizada por Gauberto Fabricio de Vagad. Zaragoza: Cortes de Aragón, 1996.
- Fernández de Oviedo y Valdés, Gonzalo. Historia general y natural de las Indias, islas y tierra-firme del Mar Océano. Madrid: Real Academia de la Historia, 1851.
- Hervás y Panduro, Lorenzo. Catálogo de las lenguas de las naciones conocidas: y numeración División y clases de estas según la diversidad de sus idiomas y dialectos. Madrid: Ranz, 1804.
- Maravall Casesnoves, José Antonio. El concepto de España en la Edad Media. Madrid: Centro de estudios constitucionales, 1997 (edición orignial de 1954).
- Martín Abad, Julián. Los primeros tiempos de la imprenta en España (c. 1471-1520). Madrid: Ediciones el Laberinto, 2003.
- Neumeister, Sebastián. Mito clásico y ostentación: los dramas mitológicos de Calderón. Berlín: Edition Reichenberger, 2000.
- Pallarés, Miguel Ángel. La imprenta de los incunables de Zaragoza y el comercio internacional del libro a finales del siglo XV. Zaragoza: Institución Fernando, El Católico, 2008.
- Pharies, David A. Breve historia de la lengua española. Chicago: Universidad de Chicago, 2007.
- Tate, Robert B. Ensayos sobre la historiografía peninsular del siglo XV. Madrid: Gredos, 1970.
- Vian, Giovanni. La biblioteca de Dios. Roma: Ediciones Cristiandad, 2006.

- Datos: Q5792764